# Stanislovas Rapalionis
Stanislovas Rapalionis (aussi connu sous le nom latin de : Stanislaus Rapagellanus, ou de Stanislaus en lituanien, ou en polonais : Stanisław Rafajowicz) est un professeur en théologie lituanien né à Eišiškės en 1485 et décédé à Königsberg en 1545.
Il enseigne à l'université Albertina de Königsberg et fonde la première école en langue lituanienne à Vilnius. Il est le premier traducteur de la Bible en lituanien, même si aujourd'hui cette traduction a disparu.

## Biographie
Il vient d'une famille noble lituanienne et est un proche parent du théologien et traducteur Abraham Culvensis (de). La signification de son nom, Rapalionis, est inconnue, et on sait peu de choses de sa jeunesse et de sa formation. Il est attesté qu'il a étudié à Cracovie et qu'il est devenu bachelier. Quand débute en Pologne la persécution des luthériens, il cherche refuge en Prusse. Albert de Brandebourg lui apporte son aide et l'envoie étudier à l'université de Wittemberg.
Il y fait de rapides progrès et est fait docteur en théologie le 29 mai 1544 sous l'autorité de Martin Luther. Le duc l'a rappelé à lui auparavant mais le réformateur luthérien Johannes Bugenhagen persuade le duc de laisser Rapalionis à Wittemberg jusqu'à l'été. Il y enseigne en langue hébraïque et est définitivement rappelé le 11 juin 1544 pour occuper une chaire de théologie à l'université Albertina de Königsberg. Il y est proche de Bugenhagen et de Philippe Mélanchthon, Luther le connaît également. Muni d'une lettre de recommandation de Mélanchthon, il se rend à Königsberg où il étudie le Livre des Psaumes.
Talentueux en langues et d'une grande culture théologique, fidèle aux enseignements du luthéranisme, il gagne vite en estime et renommée. On garde de lui une dissertation, De ecclesia, où il expose l'essence de l'Église à la lumière de la Confession d'Augsbourg et des articles schmalkaldiques. Il est le premier théologien à enseigner à l'université de Königsberg. Ses leçons suscitent une grande attention, le duc Albert venant même y assister. Une lettre adressée à Paul Speratus laisse transparaître sa culture, sa faculté de jugement et sa capacité à se placer au-dessus des disputes de toutes sortes. Il sera conseiller de l'évêque sur les sujets relatifs à la Pologne et la Lituanie.
C'est avec lui que commence l'histoire littéraire lituanienne, il est le premier poète lituanien à composer dans sa langue un Chant de la Passion.
Il épouse en novembre 1544 la fille du médecin du duc. Il meurt en 1545, quelques jours après sa première disputatio.